# Nikola Bijanković
Mons. Nikola Bijanković (15. dubna 1661, Split – 10. srpna 1730, Makarska) byl chorvatský římskokatolický duchovní, oratorián a biskup makarský.

## Život
Narodil se 15. dubna 1661 ve Splitu jako syn Dominika a Laury Nadalinové.
Studoval teologii a filozofii na Illyrijské akademie v rodném městě. Dne 15. června 1669 byl vysvěcen na kněze jako člen kongregace Oratoriánů. Stal se knězem v Kašteli Sućurac. Byl také kanovník splitské kapituly a profesorem semináře.
Roku 1673 byl jmenován apoštolským misionářem na územích arcidiecéze okupovaných Osmany. Tuto pozici vykonával do roku 1676 a poté v letech 1680 až 1696. Roku 1676 založil oratoř ve Splitu. Od stejného roku byl generálním vikářem diecéze Nin a později arcidiecéze Split.
Dne 3. září 1686 se stal apoštolským vikářem makarské a skradinské diecéze. Během Morejské války byl vojenským kaplanem.
Dne 5. března 1695 byl Benátskými úřady zvolen biskupem makarským. Tato volba byla 19. prosince 1698 schválena papežem Inocencem XII. Dne 10. května 1699 byl vysvěcen na biskupa. Hlavním světitelem byl patriarcha benátský Giovanni Alberto Badoer a spolusvětiteli arcibiskup Leonardo Balsarini a biskup Giovanni Vincenzo de Filippi.
Jako biskup se věnoval péči o chudé a nemocné, pro které založil několik bratrstev. Díky jeho angažovanosti přijala diecéze jezuitské misionáře, zatímco jeho snahy o reorganizaci farností v souladu s Tridentským koncilem jej přivedly do sporu s františkány.
Byl také administrátorem diecéze Duvno.
Zemřel 10. srpna 1730.

## Proces svatořečení
Jeho proces svatořečení byl zahájen v arcidiecézi Split-Makarska.